# فاتك بن أبي جهل الأسدي
فاتك بن أبي جهل الأسدي هو قاتل المتنبي قتله عام (354 هـ\965م) غرب بغداد، ويعود سبب قتله للمتنبي لقيام المتنبي بنظم قصيدة هجاء شديدة هجى فيها ضبة الأسدي ابن أخت فاتك.
عند المواجهة لكمينهم بثلاثين رجل حاول المتنبي الفرار فقال له ابنه (اتهرب وأنت القائل: والخيل والليل والبيداء تعرفني ... والسيف والرمح والقرطاس والقلم), فعدل المتنبي عن الهرب وقال لابنه (قتلتني بهذا). قتل مع المتنبي ابنه و غلامه.

هجاء المتبني لضبه قالا  
مَا أنْصَفَ القَوْمُ ضبّهْ
وَأُمَّهُ الطُّرْطُبّهْ
رَمَوا بِرَأسِ أَبيهِ 
وَباكَوا الأُمَّ غُلبَه 
وَإنّمَا قُلْتُ ما قُلْـ
ـتُ رَحْمَةً لا مَحَبّهْ